# Oesan-myeon
Oesan-myeon (koreanska: 외산면) är en socken i kommunen Buyeo-gun i provinsen Södra Chungcheong i Sydkorea, 140 km söder om huvudstaden Seoul.